# Rudolf Lukesch
Rudolf Lukesch, także Rudi Lukesch, Rudolph Lukesch – niemiecki kompozytor muzyki popularnej, aktywny w pierwszej połowie XX wieku.

## Tango Violetta
Jego najbardziej popularym utworem jest tango „Violetta” (oryginalny niemiecki tytuł to Hör' mein Lied, Violetta) z 1937 roku, które skomponował wraz z Othmarem Klose. Tango to powstało jako parafraza motywu z opery Traviata Giuseppe Verdiego. Jako piosenka tango weszło do repertuarów m.in. Glenna Millera i Franka Sinatry. W Polsce tango to jest znane jako piosenka do tekstu Światopełka Karpińskiego i Jerzego Waldena (..."Całą noc bzy pachniały / Całą noc nie mogła spać...", często przerabiane na "...Całą noc psy szczekały / Całą noc nie mogłam spać..."). Wykonywali ją m.in. Janusz Popławski, Stefan Witas i Jan Ciżyński. Istnieje też druga wersja tekstu autorstwa Romana Chudzikowskiego, którą wykonywał m.in. Andrzej Bielecki.